# Intellivision Amico
Intellivision Amico — домашняя игровая консоль, разрабатываемая и продаваемая Intellivision Entertainment. Первоначально планировалось выпустить в октябре 2020 года, но последовали неоднократные задержки, в результате чего консоль осталась без даты выпуска.

## Описание
Томми Талларико, композитор видеоигр, купил долю в компании, которая владела брендом Intellivision, а затем, в мае 2018 года, объявил о запланированном перезапуске консоли Intellivision, названной впоследствии Amico. Планировалось, что консоль будет ориентирована на семьи, и в библиотеке оной разрешены только игры для всей семьи. Intellivision Entertainment сотрудничает с разработчиками, среди которых те, которые создавали игры для оригинальной Intellivision. Amico оснащена контроллерами с сенсорным экраном, которые подключаются к самой консоли для зарядки, и в неё можно играть с помощью приложения, загруженного на смартфоны. Из-за проблем с цепочкой поставок, в частности во время пандемии COVID-19 выпуск консоли неоднократно откладывался. 
Консоль построена на базе 8-ядерной системы Qualcomm Snapdragon 624 с частотой 1,8 ГГц на чипе с графическим процессором Adreno 506. Система поддерживает Bluetooth, Wi-Fi, RFID, выход HDMI, слот для карт microSD, зарядную подставку для двух контроллеров Amico сверху, пассивное охлаждение и один порт USB-C сзади для аксессуаров и расширений. Корпус также оснащён встроенной системой внешнего освещения с 40 независимо управляемыми светодиодами, которые могут менять рисунок и цвет в зависимости от игрового процесса, являют собой интерактивное навигационное освещение. Система имеет 32 ГБ встроенной памяти и использует специальную операционную систему Android/Linux, разработанную собственными силами. Консоль доступна в пяти расцветках.